# Senecio cobanensis
Senecio cobanensis là một loài thực vật có hoa trong họ Cúc. Loài này được J.M.Coult. miêu tả khoa học đầu tiên năm 1891.